# Tsjecho-Slowaakse parlementsverkiezingen 1981

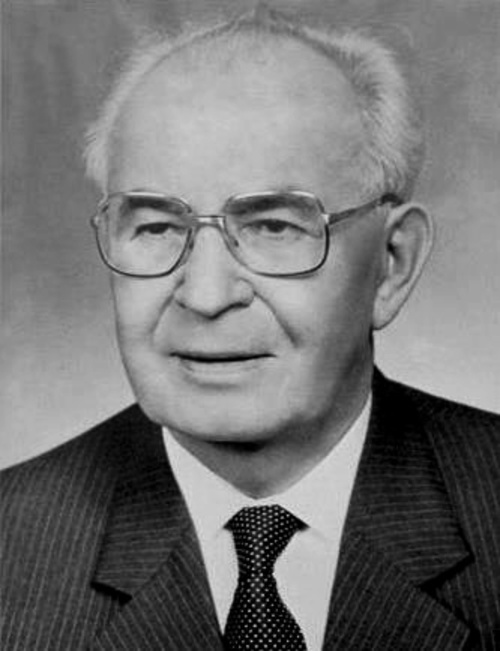
De eerste secretaris van de Tsjecho-Slowaakse Communistische Partij (KSČ) Gustáv Husák (1913-1991)

De Tsjecho-Slowaakse parlementsverkiezingen van 1981 vonden op 5 en 6 juni van dat jaar plaats. De opkomst van 99,51%.

## Uitslag

### Huis van het Volk
| Coalitie                        | Partij of groep                                   | Stemmen    | %      | Zetels    |
| ------------------------------- | ------------------------------------------------- | ---------- | ------ | --------- |
| Nationaal Front (Nf)            | Communistische Partij van Tsjecho-Slowakije (KSČ) | 10.725.609 | 99,96% | 99 / 200  |
| Nationaal Front (Nf)            | Communistische Partij van Slowakije (KSS)         | 10.725.609 | 99,96% | 45 / 200  |
| Nationaal Front (Nf)            | Onafhankelijk/ onbekend                           | 10.725.609 | 99,96% | 27 / 200  |
| Nationaal Front (Nf)            | Tsjecho-Slowaakse Socialistische Partij (ČSS)     | 10.725.609 | 99,96% | 11 / 200  |
| Nationaal Front (Nf)            | Tsjecho-Slowaakse Volkspartij (ČSL)               | 10.725.609 | 99,96% | 14 / 200  |
| Nationaal Front (Nf)            | Slowaakse Vrijheidspartij (SSO)                   | 10.725.609 | 99,96% | 2 / 200   |
| Nationaal Front (Nf)            | Partij van de Slowaakse Wedergeboorte (SS)        | 10.725.609 | 99,96% | 2 / 200   |
| Totaal Nf                       | Totaal Nf                                         | 10.725.609 | 99,96% | 200 / 200 |
| Tegen                           | Tegen                                             | 4.596      | 0,04%  | 0 / 200   |
| Blanco/ ongeldige stemmen       | Blanco/ ongeldige stemmen                         | 6.107      | -      | -         |
| Totaal                          | Totaal                                            | 10.736.312 | 100%   | 200       |
|                                 |                                                   |            |        |           |
| Geregistreerde kiezers/ opkomst | Geregistreerde kiezers/ opkomst                   | 10.789.574 | 99,5%  | -         |
| Bron: CZSO , IPU                |                                                   |            |        |           |

### Huis van de Naties
| Coalitie                        | Stemmen    | %      | Zetels    |
| ------------------------------- | ---------- | ------ | --------- |
| Nationaal Front (Nf)            | 10.725.609 | 99,96% | 150 / 150 |
| Tegen                           | 4.308      | 0,04%  | 0 / 150   |
| Blanco/ ongeldige stemmen       | 6.109      | -      | -         |
| Totaal                          | 10.736.312 | 100%   | 150       |
|                                 |            |        |           |
| Geregistreerde kiezers/ opkomst | 10.789.574 | 99,5%  | -         |
| Bron: CZSO , IPU                |            |        |           |

### Tsjechische Nationale Raad
| Coalitie             | Partij of groep                                   | Stemmen  | % | Zetels    |
| -------------------- | ------------------------------------------------- | -------- | - | --------- |
| Nationaal Front (Nf) | Communistische Partij van Tsjecho-Slowakije (KSČ) |          |   | 138 / 200 |
| Nationaal Front (Nf) | Onafhankelijk                                     | 34 / 200 |   |           |
| Nationaal Front (Nf) | Tsjecho-Slowaakse Socialistische Partij (ČSS)     | 14 / 200 |   |           |
| Nationaal Front (Nf) | Tsjecho-Slowaakse Volkspartij (ČSL)               | 14 / 200 |   |           |
| Totaal               |                                                   |          |   | 200       |
| Bron: CZSO           |                                                   |          |   |           |

### Slowaakse Nationale Raad
| Nationaal Front (Nf)(a)                                |  |  | 150 / 150 |
| Totaal                                                 |  |  | 150       |
| (a) KSS (102), SS, SSO, Onafhankelijke kandidaten (48) |  |  |           |
| Bron: CZSO                                             |  |  |           |

## Verwijzingen
Parlementsverkiezingen in Tsjecho-Slowakije:
1920 · 1924 · 1925 · 1929 · 1935 · 1946 · 1948 · 1954 · 1960 · 1964 · 1971 · 1976 · 1981 · 1986 · 1990 · 1992

Verkiezingen voor de Tsjechische Nationale Raad:
1971 · 1976 · 1981 · 1986 · 1990 · 1992

Verkiezingen voor de Slowaakse Nationale Raad:
1971 · 1976 · 1981 · 1986 · 1990 · 1992